# فرهادغرد
فرهادغرد (بالفارسية: فرهادگرد) هي مدينة تقع في إيران في البلدة المركزية. يقدر عدد سكانها بـ 6,620 نسمة .